# Milan Skating Hockey Club
Il Milan Skating Hockey Club era una squadra di hockey su pista di Milano.

## Storia
Il Milan Skating Hockey Club fu fondato alla fine del 1923 e subito fu chiamato a rappresentare l'Italia nei primi campionati europei non ufficiali e al Torneo di Montreux.
I suoi giocatori Zorloni, Assi, Veneziani, Segala e poi Rasponi, Pera e Bortolini vestirono la maglia della Nazionale ai campionati europei di Montreux del 1927, 1929 e 1931 e di Herne Bay del 1934.
In campionato i rossoneri ottennero il secondo posto nel 1930, 1932, 1933 e 1934.
Lo scudetto arrivò finalmente nel 1935, quando il 3 luglio a Genova il Milan SHC ebbe la meglio sul Novara. Orazio Zorloni, che fu tra i fondatori, fungeva in quegli anni da giocatore e da commissario straordinario.
Ma i rossoneri ritornarono subito al secondo posto nel campionato del 1936, che vide la rivincita del Novara sconfitto l'anno precedente.
Nel 1937 iniziarono a manifestarsi i primi segnali di declino e dopo la Seconda guerra mondiale il Milan SHC si classificò al sesto posto nel 1945 e al quarto nel 1946 con gran parte dei suoi campioni ormai alla fine della carriera.
La squadra non riuscì a superare quel periodo difficile e nel 1950 si sciolse.

## Cronistoria
| Cronistoria del Milan Skating Hockey Club |
| --- |
| - 1923 – Fondazione del Milan Skating Hockey Club. - 1925 – 3º nel campionato italiano. - 1926 – 2º nel campionato italiano. - 1927 – Inattivo. - 1928 – Inattivo. - 1929 – 3º nel girone A della prima fase della Divisione Nazionale. - 1930 – 3º in Divisione Nazionale. - 1931 – Inattivo. - 1932 – 2º in Divisione Nazionale. 4º alla Coppa delle Nazioni. - 1933 – 2º in Divisione Nazionale. 4º alla Coppa delle Nazioni. - 1934 – 2º in Divisione Nazionale. - 1935 – 1º in Divisione Nazionale. Campione d'Italia (1º titolo) - 1936 – 2º in Divisione Nazionale. - 1937 – 3º in Divisione Nazionale. - 1938 – 6º in Divisione Nazionale. - 1939 – 6º in Divisione Nazionale. - 1940 – Inattivo. - 1941 – Inattivo. - 1942 – Inattivo. - 1943 – Inattivo. - 1944 – Inattivo. - 1945 – 6º in Serie A. - 1946 – 6º in Serie A. - 1947 – 6º in Serie A. - 1948 – 4º nel girone B della prima fase della Serie A. - 1949 – 4º nel girone A della prima fase della Serie A. - 1950 - Cessa l'attività. |

## Palmarès

### Titoli nazionali
- Campionato italiano: 1

1935